# Javier Malagón
Javier Malagón Barceló (Toledo, 24 de mayo de 1911-Washington, 1990), fue un historiador del derecho y jurista español.

## Biografía
Maestro por la Escuela Normal de Magisterio de Toledo, licenciado en Historia y doctor en Derecho por la Universidad Central de Madrid, obtuvo una beca de postgrado de la Junta de Ampliación de Estudios que le permitió viajar a Alemania y mejorar sus conocimiento durante dos años. Fue profesor de Derecho Procesal en la Universidad Central de Madrid, coincidiendo con el periodo de la Guerra Civil.
Al finalizar la guerra fue depurado por las autoridades franquistas y hubo de exiliarse. Llegó a la República Dominicana, donde fue catedrático de Derecho Romano e Historia del Derecho en la Universidad de Santo Domingo, y en donde se dedicó (1940 a 1946) a una obra singular sobre la esclavitud: El Código negro Carolino o Código negro Español, 1784.
En 1946 se instaló en México y estrecha sus lazos con quien consideró siempre su maestro, Rafael Altamira. A partir de este momento sus intereses derivan definitivamente hacia la historia jurídica. En la década de 1940 fue Secretario de la Revista Historia de América y del Boletín bibliográfico de Antropología Americana del Instituto de Investigaciones Bibliográficas de la Universidad Nacional Autónoma de México. De 1958 a 1975 fue Secretario del Programa de Becas y Director del Departamento Cultural en la Organización de Estados Americanos. En la década de 1960 compaginó estas tareas con la Comisión de Historia del Instituto Panamericano de Geografía e Historia de México.
Como profesor, lo fue de la Universidad Autónoma de México y de la Universidad Iberoamericana, así como de la Universidad de Puerto Rico; también de la American University y la Universidad Católica de América en Estados Unidos. No obstante, sus conferencias y clases se extendieron por toda América, destacando en las Universidades de Perú, Brasil, Bolivia, Colombia y en más de 12 universidades estadounidenses. Desde 1970 fue miembro correspondiente de la Real Academia de la Historia de Madrid.
Fue doctorado honoris causa por la Universidad de Ceará y la Universidad de Guadalajara, asimismo recibió la gran cruz de la Orden de Isabel la Católica, fue caballero de la Orden de Carlos III, y fue condecorado con la Medalla de Oro de Castilla-La Mancha una vez restauradas las libertades en España.
Donó su biblioteca personal, con más de 20.000 volúmenes, a la ciudad de Toledo.